# Lotte Velvet
Lotte Velvet (1984) is een Nederlandse cabaretière, songwriter en dichter. In 2020 won zij op het Amsterdams Kleinkunst Festival zowel de Wim Sonneveldprijs als de publieksprijs. In het seizoen 2021-2022 speelt zij try-outs van haar voorstelling 'Ondergrond'. Zij wordt hierbij vergezeld door toetsenist en producer Serge Dusault.
Velvet volgde een studie voor forensisch psycholoog. Tevens volgde ze een theateropleiding bij Selma Susanna in Amsterdam, die ze in 2019 afrondde.
Zij speelde in verschillende bandjes, was lid van cabaretgroep CabaRot en treedt op als sneldichter. Tevens schrijft ze liedjes voor Andermans veren.
Haar stijl is het best te omschrijven als dystopisch cabaret.